# تسويق
التسويق (بالإنجليزية: Marketing) هو مجموعة من العمليات أو الأنشطة الاتصالية التي تهدف إلى اكتشاف رغبات العملاء وتطوير منتجات أو خدمات تشبع هذه الرغبات وتحقق أهداف المؤسسة، مثل تحقيق الأرباح أو غير ذلك، خلال فترة زمنية مناسبة. يُعرف التسويق أحيانًا بأنه فن البيع، مع أن البيع يمثل جزءًا من العملية فقط.
من الناحية المجتمعية، يعد التسويق الرابط بين الاحتياجات المادية للمجتمع والاستجابة لأنماط الاقتصاد، من خلال توصيل قيمة منتج أو خدمة إلى العملاء. ويمكن اعتباره وظيفة من وظائف المؤسسة ومجموعة من الآليات التي تخلق وتوصل القيمة إلى العملاء، بما يحقق فائدة للمؤسسة والمساهمين فيها.
كتخصص علمي، يشمل التسويق تحديد السوق المستهدف، وإجراء أبحاث السوق، وتحليل السوق وتجزئته، وفهم توجهات العملاء، وتقديم قيمة عالية لهم.
هناك أربعة مفاهيم رئيسية قد تعتمدها المؤسسات في سياساتها التسويقية:
1. المفهوم الإنتاجي.
2. المفهوم البيعي.
3. مفهوم التسويق الحديث.
4. مفهوم التسويق الاجتماعي.

لإدارة عملية تسويق ناجحة، ينبغي توفر عدة عناصر، منها: وجود فكرة واضحة عن التسويق، التواصل الفعال مع العملاء، بناء علامات تجارية قوية، تطوير وتوصيل القيمة، تحقيق نمو طويل الأجل، ووضع استراتيجيات وخطط مناسبة للتسويق.

## تعريفات التسويق
تعددت تعريفات علم التسويق، ومن أبرزها:
1. هو عملية تهدف إلى تحديد رغبات العميل والعمل على تلبيتها.
2. يعرّفه فيليب كوتلر بأنه "عملية إدارية واجتماعية يحصل من خلالها الأفراد والمجموعات على ما يحتاجون إليه عن طريق إنتاج وتبادل المنتجات ذات القيمة مع الآخرين".
3. هو مجموعة من العمليات أو الأنشطة التي تعمل على اكتشاف رغبات العملاء وتطوير منتجات أو خدمات تشبع تلك الرغبات وتحقق للمؤسسة أرباحًا خلال فترة زمنية مناسبة.
4. هو جميع أوجه النشاط التي تضمن انسياب السلع والخدمات من المنتج أو المستورد إلى المستهلك النهائي أو المشتري الصناعي، ويتضمن مجموعة من الوظائف التي يجب القيام بها لانتقال السلع والخدمات من مصادر إنتاجها إلى أماكن استهلاكها.[4]
5. هو نشاط اقتصادي مستقل ومتخصص ضمن العمل الاجتماعي، يقوم على وساطة مهنية في دورة السلع المادية. يهدف هذا النشاط إلى تلبية الاحتياجات المادية للسكان وضمان توفيرها بما يحقق التوازن في السوق ويسهم في استمرارية الحياة الاقتصادية. ويعد التسويق حلقة وصل بين الإنتاج والاستهلاك، إذ يسهم في استمرار عمليات الإنتاج والتبادل وتوزيع الدخل. كما يمكن اعتباره نشاطًا إنسانيًا يهدف إلى إشباع الاحتياجات والرغبات الإنسانية من خلال عمليات تبادلية منظمة.[5]
6. هو مجموعة من الجهود والأنشطة التي تسهّل وترافق انتقال السلعة أو الخدمة أو الفكرة من مصدر إنتاجها إلى المشتري، بهدف تحقيق المنافع الاقتصادية والاجتماعية للمستهلك والمنتج والمجتمع. ويُنظر إلى النشاط التسويقي على أنه عنصر أساسي ضمن أنشطة المؤسسة، ولا يقتصر القيام به على إدارة التسويق وحدها، بل تشترك فيه إدارات وأقسام أخرى في المنظمة، نظرًا لارتباطه بالعديد من العمليات المؤسسية.[6]

## عناصر الاتصالات التسويقية
الاتصالات التسويقية تتكون من أربعة عناصر رئيسية: المرسل، والرسالة، والمستلم، والتغذية العكسية.
- المرسل: الجهة أو الشخص الذي يسعى إلى نقل أو تحويل الأفكار والمعلومات التي يمتلكها إلى المستلم.
- الرسالة: المحتوى أو الفكرة المراد إيصالها.
- المستلم: الجهة أو الشخص الذي يستقبل الرسالة ويقوم بتفسيرها وفهم مضمونها.
- التغذية العكسية: استجابة المستلم للرسالة، والتي تمكّن المرسل من معرفة مدى فهم الرسالة وتأثيرها.

تُعد التغذية العكسية مؤشرًا مهمًا لمدى فعالية الاتصال، إذ تساعد المرسل في الإجابة عن أسئلة تتعلق بمدى وضوح الرسالة، واستيعاب المستلم لمضمونها، ومدى تحقيقها للأهداف المرجوة.

## النشاط التسويقي
يتألف النشاط التسويقي من أربعة عناصر أساسية حدّدها جيروم ماكارثي، الأستاذ الجامعي والاستشاري الحاصل على عدة جوائز، وأطلق عليها اسم المزيج التسويقي (Marketing Mix)، وجميعها تبدأ بالحرف P في اللغة الإنجليزية، وهي:
1. المنتج (Product): يشمل ما يقدمه السوق من سلع أو خدمات، بما في ذلك مواصفات المنتج، وتغليفه، والخدمات المضافة التي يحصل عليها المشتري عند اقتنائه.
2. المكان أو التوزيع (Place): يشير إلى الترتيبات والآليات التي تضمن وصول المنتج إلى السوق المستهدف وجعله في متناول المشتري.
3. الترويج (Promotion): يتضمن أنشطة الاتصال التسويقي، مثل الإعلانات، وترويج المبيعات، والبريد المباشر، والأنشطة الإعلامية، بالإضافة إلى الحملات التي تهدف إلى جذب انتباه السوق المستهدف أو تذكيره بالمنتج وفوائده.

تم تطوير عناصر المزيج التسويقي لاحقًا واصبحت 7Ps بدلًا من 4Ps وهي كالتالي:

### العنصر البشري (بالإنجليزية: People)
يشمل كلًّا من العملاء المستهدفين والأشخاص المرتبطين مباشرة بعمل المؤسسة. من المهم دراسة السوق المستهدف لمعرفة ما إذا كان هناك عدد كافٍ من الأفراد الذين يحتاجون إلى أنواع معينة من المنتجات أو الخدمات.
يمثل موظفو الشركة عنصرًا أساسيًا في العملية التسويقية، إذ تقع على عاتقهم مسؤولية تقديم الخدمة أو المنتج للعملاء. لذلك، يعد اختيار الأشخاص المناسبين وتدريبهم أمرًا ضروريًا لضمان جودة الخدمة، سواء في مكاتب الدعم الفني أو خدمة العملاء أو الأقسام الفنية مثل البرمجة وكتابة المحتوى.
يمكن أن يسهم إيمان الموظفين بمنتجات أو خدمات الشركة في تحسين أدائهم وزيادة انفتاحهم على الملاحظات التطويرية، بالإضافة إلى تقديم أفكار ومقترحات تدعم نمو المؤسسة. ويُعد العنصر البشري ميزة تنافسية داخلية قد تؤثر بشكل مباشر على مكانة الشركة في السوق.

### العمليات (بالإنجليزية: Process)
تشير إلى الأنظمة والإجراءات التي تعتمدها المؤسسة في تقديم منتجاتها أو خدماتها. تؤثر هذه العمليات على جودة التنفيذ وكفاءته، مما يجعل من الضروري تصميمها بشكل جيد لضمان الفعالية وتقليل التكاليف.
تشمل العمليات التسويقية مسار المبيعات، ونظم الدفع، وطرق التوزيع، بالإضافة إلى الإجراءات والخطوات المنهجية الأخرى التي تضمن سير العمل بكفاءة. ويمكن تعديل هذه العمليات أو تطويرها لاحقًا بهدف تحسين الأداء، وخفض النفقات، وزيادة الأرباح.

### الأدلة المادية (بالإنجليزية: Physical Evidence)
في تسويق الخدمات هي العناصر الملموسة التي تشير إلى وجود الخدمة وجودتها، مثل تصميم المكان، والمعدات المستخدمة، والمواد المطبوعة، وأي عناصر أخرى تمنح العميل انطباعًا عن مستوى الخدمة.
كما يمكن أن تشمل الأدلة المادية الانطباع العام الذي تتركه العلامة التجارية في السوق من خلال هويتها البصرية والوسائط المرتبطة بها، وهو ما يسهم في تكوين صورة ذهنية لدى المستهلك عن الشركة ومنتجاتها أو خدماتها.
أهداف ترويج المبيعات
يمكن تقسيم أهداف ترويج المبيعات إلى ثلاث فئات رئيسية:
1. أهداف متعلقة بالمستهلك: وهي الأهداف التي تضعها المنظمة وإدارة التسويق لاستهداف المستهلكين مباشرة، مثل زيادة المبيعات أو رفع مستوى الوعي بالمنتج.
2. أهداف متعلقة بالوسطاء: وتشمل الأطراف التي تتوسط بين المنتج والمستهلك النهائي، مثل الموزعين وتجار الجملة والتجزئة، بهدف تشجيعهم على زيادة التوزيع أو الترويج للمنتج.
3. أهداف متعلقة بالقوة البيعية: وهي الأهداف التي تركز على تنشيط دور فريق المبيعات في تنفيذ البرنامج الترويجي الخاص بالمنظمة.

### السعر(بالإنجليزية:Price)
يشمل سعر المنتج بالإضافة إلى أي رسوم إضافية، مثل رسوم التوصيل أو التصاريح.
إضافات كوتلر على المزيج التسويقي
أضاف فيليب كوتلر عنصرين آخرين إلى عناصر المزيج التسويقي في بعض النماذج:
- السياسات (Politics): حيث يمكن للسياسات الحكومية أن تؤثر على المبيعات، مثل حظر الإعلان عن بعض المنتجات.
- الرأي العام (Public Opinion): إذ يمكن لتوجهات المجتمع وآرائه أن تؤثر على الطلب على بعض المنتجات، مما قد يدفع الشركات إلى بذل جهود إضافية لتغيير الصورة الذهنية عنها.

إضافات على المزيج التسويقي
لا تقتصر عناصر المزيج التسويقي على العناصر الأساسية المعروفة، إذ أضاف بعض الباحثين عناصر جديدة، من بينهم:
- لارزتفيدو: أضاف عنصر السرعة (Pace)، مشيرًا إلى أهمية عامل الزمن في التسويق، إذ يمكن أن تؤثر سرعة توصيل المنتج على رضا العملاء والعملية التسويقية ككل، حتى إذا كانت جودة المنتج عالية وسعره مناسبًا.
- جودين: اقترح أربعة عناصر إضافية، كان أبرزها عنصر التداول (Trade أو Sharing)، ويركز على تشجيع العملاء على مشاركة تجربتهم مع المنتج وإخبار الآخرين عنه، باعتباره وسيلة فعّالة لتنمية الأعمال.

وجهة نظر المجتمع
من منظور مجتمعي، يُعد التسويق الرابط بين الاحتياجات المادية للمجتمع والاستجابة الاقتصادية لهذه الاحتياجات. ويهدف إلى تلبية رغبات واحتياجات الأفراد من خلال عمليات التبادل وبناء علاقات طويلة الأجل، مع التواصل المستمر لقيمة المنتج أو الخدمة.
ويمكن النظر إلى التسويق بوصفه وظيفة تنظيمية ومجموعة من العمليات التي تخلق وتوصل القيمة للعملاء، وتدير علاقات العملاء بما يعود بالنفع على المنظمة ومساهميها. وكعلم، يشمل التسويق اختيار الأسواق المستهدفة، وإجراء تحليلات السوق، وتجزئته، وفهم سلوك المستهلك الشرائي، وتقديم قيمة مضافة تفوق توقعات العملاء.
مهمة النشاط التسويقي
تتمثل مهمة النشاط التسويقي في:
1. التعرف على فئة العملاء المستهدفين، ودراسة خصائصهم وسلوكياتهم وعاداتهم الحياتية والشرائية، وفهم احتياجاتهم ورغباتهم وتطلعاتهم.
2. توجيه جهود المؤسسة نحو إنتاج السلع والخدمات التي تشبع هذه الرغبات، بالكمية المناسبة، وفي الوقت المناسب، وبالجودة الملائمة للفئة المستهدفة.
3. توجيه الجهود نحو إعلام هذه الفئة بتوافر السلع أو الخدمات من خلال أنشطة الترويج والإعلانات.
4. توجيه جهود فريق المبيعات نحو استخدام الأساليب الملائمة لطبيعة المنتج والعميل.
5. العمل على قياس رضا العملاء بطرق منهجية، وتطوير استراتيجيات لزيادته.
6. توجيه الجهود نحو تعزيز رضا العاملين بهدف الاحتفاظ بهم وجذب عملاء جدد.
7. وضع سياسات تسعير ملائمة، تراعي القوانين السائدة في السوق، والحصة السوقية، وتأثير المنافسين.

ويُعد النجاح في كسب رضا المستهلكين والعملاء وتلبية احتياجاتهم وتحقيق الربح والنمو والاستمرار لأي منظمة، رهينًا بالأخذ في الاعتبار المتغيرات التي يمكن التحكم فيها ضمن النشاط التسويقي، والتي تُعرف بعناصر المزيج التسويقي (Marketing Mix)، وتشمل أربعة عناصر أساسية تعرف اختصارًا بـ 4P's.
```
(المنتج Product، والسعر Price، والترويج Promotion، التوزيع أو المكان Place)
```

عناصر المزيج التسويقي (4P's)
1. المنتج (Product): يمثل السلعة أو الخدمة التي تقدمها الشركة لتلبية حاجات ورغبات العملاء. يشمل المنتج جميع الجوانب المتعلقة به، مثل اختيار الاسم والعلامة التجارية، وتصميمه، وتغليفه، وحجمه، وشكله، ولونه، وجودته، وضمانه. تهدف هذه القرارات إلى جعل المنتج مقبولًا وسهل التذكر وملائمًا لتوقعات المستهلك. وتشمل القرارات المرتبطة بتصميم المنتج ومكوناته ما يُعرف بـ المزيج السلعي.
2. السعر (Price): لا يكفي أن يلبي المنتج رغبات العملاء، بل يجب أن يُحدد له سعر مقبول لكل من المستهلك والشركة. فالسعر المرتفع قد يقلل الإقبال، والسعر المنخفض جدًا قد يؤثر سلبًا على صورة المنتج أو أرباح الشركة. لذلك، تُدرس السياسات التسعيرية بعناية للوصول إلى سعر مناسب، مع مراعاة تكلفة الإنتاج، والطلب، وأسعار المنافسين. وتعرف جميع القرارات المرتبطة بالسعر باسم المزيج التسعيري، وتشمل أساليب مثل التسعير على أساس التكلفة، أو الطلب، أو المنافسة، أو المستهلك.
3. التوزيع أو المكان (Place): يشير إلى أماكن توافر المنتج وطرق وصوله إلى المستهلك النهائي. ويشمل ذلك قنوات التوزيع المباشرة بين الشركة والعملاء، أو غير المباشرة عبر الوسطاء. يعتمد اختيار سياسة التوزيع على طبيعة المنتج والسوق المستهدف. وتعرف القرارات المتعلقة بتوفير المنتج في المكان المناسب بـ المزيج المكاني.
4. الترويج (Promotion): هو نشاط الاتصال التسويقي الذي يهدف إلى إبلاغ أو إقناع أو تذكير المستهلكين بمنتج أو خدمة أو فكرة أو مؤسسة. ويشمل المزيج الترويجي عدة عناصر، من أبرزها:

الإعلان (Advertising): أي وسيلة مدفوعة وغير شخصية لتقديم الأفكار أو السلع أو الخدمات من قبل جهة معلنة ومعروفة. تشمل خطوات إعداد الإعلان:
1. تحديد السوق أو القطاعات المستهدفة (الجمهور المستهدف).
2. تحديد الأهداف الإعلانية.
3. وضع ميزانية الإعلان.
4. تصميم الرسالة الإعلانية بما يتناسب مع دوافع وجاذبية كل قطاع.
5. اختيار وسيلة الإعلان المناسبة.
6. وضع البرنامج الزمني لنشر الإعلانات.

من وسائل الإعلان: الصحف، التلفزيون، الإذاعة، المجلات، الإعلانات الخارجية (الملصقات واللافتات)، الإعلانات المتحركة، البريد المباشر، الإعلانات في نقاط الشراء، الإعلانات عبر الإنترنت، والبريد الإلكتروني.
ميزانية الإعلان
تتأثر ميزانية الإعلان بعدة عوامل رئيسية، من أبرزها:
1. مرحلة المنتج في دورة حياته: إذا كان المنتج في مرحلة التقديم، فإنه يحتاج إلى ميزانية كبيرة للإعلان بهدف التعريف به وخلق الوعي والطلب عليه في السوق. أما في المراحل اللاحقة، فقد تقل الحاجة إلى الإنفاق الإعلاني مقارنة بمرحلة الإطلاق.
2. الحصة السوقية للمنظمة: إذا كانت الحصة السوقية للمنظمة كبيرة، فقد لا تكون هناك حاجة لإنفاق كبير على الإعلان للحفاظ على مكانتها، مقارنة بالشركات ذات الحصة السوقية الصغيرة التي تحتاج إلى إنفاق أكبر لجذب الانتباه وزيادة الوعي بعلامتها.
3. تكرار الإعلان: كلما زاد عدد مرات بث أو عرض الإعلان في وسائل الإعلام المختلفة، زادت الحاجة إلى رفع ميزانية الإعلان لتغطية تكاليف التكرار.
4. طبيعة المنتج: السلع ذات الطلب الواسع، والتي تُعرف بالسلع سهلة المنال (Convenience Goods)، تتطلب عادةً كثافة ترويجية عالية، وهو ما ينعكس بشكل مباشر على حجم ميزانية الإعلان.

### عناصر المزيج الترويجي
1. البيع الشخصي (Personal Selling): يُعرف أيضًا بالتسويق المباشر أو البيع المباشر، وهو عملية تقديم عرض شفهي من خلال محادثة شخصية مع مشترٍ محتمل أو أكثر بهدف إتمام عملية البيع.
2. الإشهار والنشر (Publicity): أي شكل من أشكال تقديم الأفكار أو السلع أو الخدمات بطريقة غير شخصية وغير مدفوعة الأجر. يهدف النشر إلى تكوين صورة إيجابية عن المنتجات أو المنظمة لدى الجمهور، عبر وسائل الإعلام المختلفة. يختلف النشر عن باقي عناصر المزيج الترويجي بكونه غير مدفوع الأجر، وبالتالي لا تتحكم المنظمة في شكل الرسالة أو محتواها أو حجمها أو توقيت نشرها، حيث تُقدَّم الرسالة في صورة أخبار أو تقارير ذات اهتمام عام.
3. تنشيط المبيعات (Sales Promotion): نشاط أو مواد تُستخدم كحافز مباشر لشراء منتج أو تجربة خدمة، ويمكن توجيهها للمستهلكين أو الوسطاء أو فريق المبيعات. يشمل كافة الوسائل التي تشجع العملاء على زيادة مشترياتهم خلال فترة زمنية محددة، بخلاف الأنشطة البيعية الأخرى.
4. العلاقات العامة (Public Relations): نشاط يختص بإدارة علاقات المنظمة واتصالاتها مع جمهورها المتنوع، ويشمل المستهلكين والموردين والمستثمرين والعاملين والحكومة والجمهور العام. يهدف إلى بناء أو تعزيز اتجاه إيجابي نحو المنظمة.
5. التغليف (Package):[10] تصميم العبوة التي تحتوي المنتج، بما يسهم في حمايته وتسهيل التعامل معه وتسويقه.

### العوامل المؤثرة في اختيار المزيج الترويجي[9]
- حجم ميزانية الترويج، والذي يتأثر بدخل المنظمة وإيراداتها.
- مرحلة المنتج في دورة حياته.
- طبيعة المنافسة ومستوى إنفاق المنافسين على الترويج.
- نوع المستهلك.
- طبيعة المنتج.

### استراتيجيات تسويقية بديلة للطوارئ[11]
قد تتعرض البيئة التسويقية لأحداث غير متوقعة تجعل التنبؤات السابقة غير صالحة. لذلك، من المهم وضع خطط طوارئ واستراتيجيات بديلة للتكيف مع التغيرات البيئية المفاجئة، لتجنب الارتباك أو التأخير في اتخاذ القرارات.

### إعداد برامج العمل
يتم تحويل الاستراتيجية التسويقية إلى مجموعة من الأنشطة المحددة ضمن برنامج عمل تسويقي يجيب عن أسئلة: ماذا؟ من؟ ومتى؟
- يحدد البرنامج مسؤولية كل عنصر من عناصر الاستراتيجية لشخص أو قسم محدد.
- يمكن صياغة البرنامج في شكل جدول زمني يوضح الأنشطة ومواعيد التنفيذ والمراجعة والانتهاء.

### إعداد الموازنة التسويقية[12][13]
بعد تحديد الأهداف والاستراتيجيات وبرامج العمل، تُعد الموازنة التسويقية لتقدير الإيرادات والمصروفات:
- في جانب الإيرادات: يوضح عدد الوحدات المتوقع بيعها ومتوسط صافي السعر.
- في جانب المصروفات: تُفصَّل تكاليف الإنتاج والتوزيع المادي والتسويق.

الفرق بين الجانبين يمثل إجمالي الربح أو الخسارة.
يجب التمييز بين إعداد الموازنة ووضع الخطة التسويقية، فالموازنة تحدد التكاليف بينما الخطة تحدد ما يجب القيام به لتحقيق الأهداف.

### الرقابة على تنفيذ الخطط التسويقية
ترتبط الرقابة بالتخطيط والتنفيذ، وتهدف إلى متابعة وتقييم الأنشطة المنفذة، وقياس مدى تحقيق الأهداف التسويقية، واتخاذ الإجراءات التصحيحية لمعالجة الانحرافات وتحسين الأداء.

## تسويق ثنائي الحلقة
التسويق ثنائي الحلقة يعتمد على فكرة أنه في العصر الحديث الغني بالمعلومات، ينبغي أن يركز التسويق على الأشخاص والمعرفة بدلاً من التركيز على المنتج فقط. تقوم الشركة في البداية بتطوير "مشاركة فكرية" عبر بناء منصة أو موقع يقدم معلومات ونصائح ذات قيمة حقيقية للمستهلكين، وهو ما يمثل الحلقة الأولى من تفاعل الشركة مع جمهورها.
بعد أن يكتسب هذا الموقع أو المنصة المصداقية بين القراء المنتمين إلى المجتمع المستهدف، تبدأ الحلقة الثانية، حيث تسعى الشركة إلى تحويل "المشاركة الفكرية" إلى "مشاركة مالية"، أي الانتقال من بناء المجتمع إلى تحقيق المعاملات التجارية.
هذه الفكرة طوّرها مستشار التسويق عبر الإنترنت كريستيان ساركار، وترتبط بمفاهيم تسويق العلاقات وفكرة التسويق بالإذن التي طرحها سيث جودين.

## عمليات التسويق
عمليات التسويق وتشمل:
- تنظيم السوق
- الإشراف والرقابة
- تخطيط وتسويق
- المعلومات التسويقية وبحوث التسويق
- تمويل عمليات التسويق

## التسويق في الدول العربية
في بعض البلدان، يواجه خريجو التخصصات ذات الصلة صعوبة في الحصول على وظائف في مجال التسويق، ويرجع ذلك جزئيًا إلى ضعف فهم المفهوم الحديث للتسويق. ففي العديد من الشركات الصغيرة والمتوسطة، يُنظر إلى التسويق على أنه مرادف للبيع، ويتم دمج الوظيفتين في إطار واحد، مما يؤدي إلى تكليف موظفي "التسويق" بمهام بيعية مباشرة.
أما الشركات الكبيرة، فرغم إدراكها لمفهوم التسويق وأهميته، إلا أن فجوة التأهيل الأكاديمي تمثل تحديًا، إذ تفتقر بعض الجامعات والمعاهد إلى المناهج التي تُمكّن الخريجين من ممارسة العمل التسويقي الحديث بكفاءة. هذا النقص في التأهيل العملي يجعل من الصعب على الخريجين الجدد الالتحاق بوظائف تسويقية متخصصة في هذه الشركات.
أنواع الشركات في تطبيق التسويق
يمكن تصنيف الشركات من حيث أسلوبها في تطبيق التسويق إلى نوعين رئيسيين:
1. شركات الأعمال للأعمال (B2B): هي الشركات التي توجه أنشطتها التجارية نحو شركات أخرى، حيث تعتمد استراتيجياتها على بناء علاقات مباشرة مع عدد محدود من العملاء ذوي القيمة العالية، ولا تولي اهتمامًا كبيرًا لبناء الوعي بالعلامة التجارية لدى الجمهور العام. يركز هذا النوع من الشركات على فرق المبيعات المتخصصة للوصول إلى العملاء المستهدفين وتلبية احتياجاتهم، ويكتفي عادةً بتحقيق حجم مبيعات ثابت أو أرباح مستهدفة دون السعي للتوسع في قاعدة المستهلكين الأفراد.
2. شركات الأعمال للمستهلكين (B2C): هي الشركات التي تستهدف الأفراد كمستهلكين نهائيين لمنتجاتها أو خدماتها. ورغم أن هذا النموذج هو الأكثر شيوعًا، فإن بعض هذه الشركات لا تستفيد من الإمكانات الكاملة للتسويق، حيث قد تفتقر إلى استراتيجيات واضحة للاستهداف أو لبناء صورة ذهنية مميزة في السوق. قد تعتمد على حملات دعائية متفرقة أو أفكار إعلانية غير مترابطة، وأحيانًا تهمل البحث التسويقي، مما يؤثر سلبًا على قدرتها على المنافسة والاستمرار في السوق على المدى الطويل.

## المسميات الوظيفية في مجال التسويق والمبيعات
تتنوع المسميات الوظيفية في مجالات التسويق والمبيعات تبعًا لطبيعة النشاط التجاري وحجم الشركة، ومن أبرزها:
1. مندوب تسويق (Marketing Representative): كان يُستخدم هذا المسمى سابقًا للإشارة إلى وظائف المبيعات، إذ كان الدور الفعلي يتضمن البيع المباشر، ما أدى إلى تراجعه لصالح مسميات أخرى تندرج تحت وظائف المبيعات.
2. متخصص تطوير أعمال (Business Development Specialist): يجمع هذا الدور بين مهام التسويق والبيع، ويظهر بشكل أكبر في شركات الخدمات، حيث يتولى صاحبه إدارة العلاقات مع العملاء المحتملين وتوسيع فرص الأعمال.
3. متخصص أو منسق تسويق (Marketing Specialist / Marketing Coordinator): يتركز عمله في الترويج وتطوير الحملات الإعلانية، خاصة في الشركات الخدمية مثل شركات تكنولوجيا المعلومات، إضافة إلى مهام التسويق الإلكتروني.
4. تنفيذي أو مدير حسابات (Account Executive / Account Manager): شائع في شركات الدعاية والإعلان، حيث يتولى البحث عن عملاء جدد، وإبرام العقود، ومتابعة الحسابات القائمة وحل المشكلات، وهو دور يجمع بين المبيعات وخدمة العملاء.
5. مندوب مبيعات (Sales Representative): يشيع في شركات المنتجات، مثل شركات الأغذية، حيث يضمن وصول المنتج إلى منافذ التوزيع ومتابعة احتياجاتها.
6. مدير أو مشرف مناطق / تجزئة (Retail Manager / Area Manager / Supervisor): يُشرف على التوزيع في منطقة جغرافية محددة أو منافذ معينة، وهو دور يندرج ضمن إدارة المبيعات في شركات المنتجات الاستهلاكية.
7. مدير العلامة التجارية (Brand Manager): يختص بإدارة منتج أو علامة تجارية محددة، وضمان توزيعه وتنفيذ الحملات الدعائية الخاصة به، ويشيع في شركات المنتجات الاستهلاكية والأدوية. يليه في السلم الوظيفي مساعد مدير العلامة التجارية (Assistant Brand Manager).
8. مدير المنتج (Product Manager): يتولى إدارة فئة منتجات تضم عدة علامات تجارية، مثل إدارة "منتجات الألبان" التي تشمل علامات مختلفة. يعد هذا الدور أعلى في المستوى الوظيفي من مدير العلامة التجارية، ويظهر في الشركات الكبيرة.
9. كاتب النصوص الإعلانية (Copywriter): يختص بكتابة النصوص الإعلانية، وقد يتعاون مع المخرج الإبداعي (Creative Director) أو المخرج الفني في تنفيذ الإعلان. يشيع هذا الدور في شركات الإعلان، وتختلف مسؤولياته حسب هيكل الشركة.
10. مدير التسويق (Marketing Manager): من المناصب القيادية في التسويق، وتختلف مهامه تبعًا لحجم الشركة؛ فقد تتشابه مهام مدير التسويق في شركة صغيرة مع مهام منسق التسويق في شركة كبيرة، مما يجعل تحديد المسؤوليات أمرًا أساسيًا لتقييم المنصب.

## أنواع أخرى من التسويق
- التسويق الإلكتروني (بالإنجليزية: E Marketing)
- التسويق الفيروسي (بالإنجليزية: Viral Marketing)
- التسويق بالتوصية (بالإنجليزية: Referral Marketing)
- التسويق بالمديح (بالإنجليزية: Word of Mouth)
- التسويق بعرض شيء مجاني (بالإنجليزية: Buy One Get One Free)
- التسويق بالعينات المجانية (بالإنجليزية: Freebie Marketing)
- التسويق المباشر (بالإنجليزية: Direct Marketing)
- التسويق الضمني (بالإنجليزية: Under Profit Marketing)
- التسويق النظيف (بالإنجليزية: Green Marketing)
- التسويق الاجتماعي (بالإنجليزية: Social Marketing)
- التسويق السحابي (بالإنجليزية: Cloud Marketing)
- التسويق في وسائل التواصل الاجتماعي (بالإنجليزية: Social Media Marketing)
- التسويق بسلسلة الحزم المشفرة (بالإنجليزية: Blockchain Marketing)